# Orth István
Orth István (Nagyszékely, 1945. február 3. –) erdélyi magyar grafikus. Orth Imre fia.

## Életútja
Nagyváradon szakiskolában, finomkerámia szakon kezdte tanulmányait, s a Művészeti Líceumban érettségizett (1967), majd a kolozsvári Protestáns Teológián szerzett lelkészi képesítést (1971). Utána a bukaresti N. Grigorescu Képzőművészeti Főiskolát is elvégezte, itt Kazár László tanítványa volt (1976), közben református segédlelkész Szatmárnémetiben s Aradon. 1976-tól a nagyszebeni Brukenthal Múzeum grafikai restaurátora.
2013 októberében a Magyar Érdemrend lovagkeresztje polgári tagozata kitüntetést vehetett át a kiemelkedő művészeti tevékenységéért, lelkészi szolgálataiért és a dél-erdélyi szórványban élő magyar közösség melletti kiállása elismeréseként.

## Munkássága
Rajzaival, illusztrációival, rézmetszeteivel, művészi reklámplakátjaival lapokban, katalógusokban, kulturális rendezvényeken szerepel. Feltűnést keltő szürrealista alkotásairól a Korunkban Józsa T. István így ír: „Nem a hűvös geometriai absztrakció teljességgel racionalizált birodalmában jár, aki kortárs hazai képzőművészetünk egyik kiemelkedő alkotójának, Orth Istvánnak szürrealisztikus művészi világát körül- és bebarangolja, hanem egy olyan – a metamorfózisok, a fantasztikum és fantázia végtelen lehetőségeitől áthímzett – dinamikus univerzumban, melyet a lélek mélyrétegeinek és a külvilágnak, a valóságnak és a teremtett fantáziavilágnak sajátos oldódása jellemez.” Műveivel országos, megyei és 23 egyéni kiállításon jelentkezett: a bukaresti Petőfi Sándor Művelődési Házban háromszor is (1972, 1975, 1979); külföldön 1976-tól fogva Szamarkandtól San Franciscóig több mint 25 világvárosban.
Önálló kötetei: a nagyszebeni városképeiből egybeállított Hermannstadt című mappája, a román és angol szöveggel ellátott Orth-album (metszet és alkalmazott grafika).

## Főbb művei
- Qui Tempus habet Vitam habet. Sau portretele timpului desante în Cetatea Sibiului de Ştefan Orth in Anul Domnului MMVI / Qui Tempus habet Vitam habet. Oder Zeitporträts gezeichnet in Hermannstadt von Stefan Orth anno domini MMVI Qui Tempus habet / Vitam habet. Avagy az időnek arcai melyeket Nagyszeben várában Ort István rajzolt az Úrnak kétezerhatodik évében; szerzői, Nagyszeben, 2006
- Tündérkert; Erdélyi Református Egyházkerület, Kolozsvár, 2007
- Stefan Orth / Orth István; Honterus, Sibiu, 2007
- Stefan Orth. Grafică aplicată / Orth István. Alkalmazott grafika / Stefan Orth. Gebrauchsgraphik; Astra Museum, Sibiu, 2013
- Sibiu. Gravură, desene, pictură, afişe de Stefan Orth; Editura Universităţii "Lucian Blaga", Sibiu, 2013
- Gravură retro. Anii '70 / Metszetek. '70 évek / Druckgraphik; Híd Szebeni Magyarok Egyesülete, Sibiu, 2015
- Reisebilder vom Banat zum Burzenland. Zeichnungen, Gemälde, Druckgraphik / Itinerar plastic. Desen, pictură, gravură / Útirajzok. Rajzok, festmények, metszetek; Honterus, Sibiu, 2016
- Stefan Orth. Icoane. Itinerar plastic / Stefan Orth. Heiligenbilder. Reisebilder / Orth István. Szentképek. Útirajzok; Honterus, Sibiu, 2016

## Elismerései
- A Magyar Érdemrend lovagkeresztje (2013)